# Guerra dels 55 dies
La guerra dels 55 dies (portuguès: Guerra dos 55 Dias) va tenir lloc a Angola, després de les eleccions generals d'Angola de 1992, quan la ciutat de Huambo va ser sacsejada per una confrontació entre el Moviment Popular per l'Alliberament d'Angola (MPLA) i la Unió Nacional per a la Independència Total d'Angola (UNITA). La guerra va durar 55 dies, començant el 9 de gener de 1993.
Durant aquests dies, la ciutat va quedar destruïda i en ruïnes. Es van prendre pocs presoners. Els civils i soldats ferits foren abandonats als carrers per morir. Després de 55 dies de guerra urbana, UNITA va ocupar la ciutat.
Durant el conflicte, el MPLA va perdre 40 tancs i la major part de la seva artilleria i, i foren capturades armes curtes. UNITA afirma que les baixes de MPLA foren de 12.000. Altres estimacions de les víctimes van ascendir de 12.000 a 15.000 amb 5.000 civils.
Com a conseqüència d'aquest conflicte, Huambo va perdre la seva hegemonia sobre altres ciutats angoleses, ja que va perdre la seva base industrial, escoles, universitats i llars.